# ナティック計画

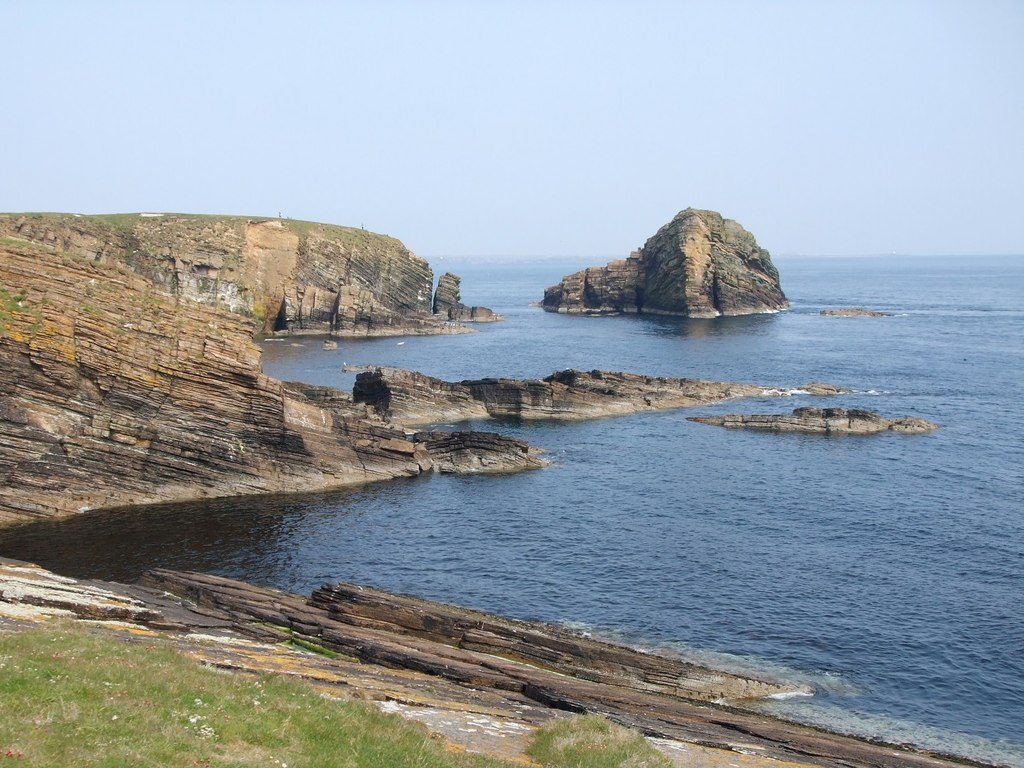
計画の第2フェーズが実施されたスコットランド・オークニー諸島沿岸

ナティック計画（ナティックけいかく、英: Project Natick）は、マイクロソフト社が研究開発を行う実験的な海中データセンター計画。2015年8月に初期型プロトタイプが導入された。具体的な計画内容は、イギリスの北部諸島沖合の海中に貨物コンテナサイズのデータセンターを設置するというもの。センターの設計・製造はフランスのナバル・グループが担当している。

## 沿革
2013年、アメリカ海軍に所属経験のあるマイクロソフト社員がデータセンターを水中に沈めれば冷却コストが下がり、環境負荷を軽減できるのではないかと提案した。これを元にホワイトペーパーが執筆され、このアイデア実現へ動き出した。

### 第1フェーズ
2014年の暮れ、ワシントン州レドモンドで開かれた会議の中で計画が正式に決定された。そして2015年8月、「レオナ・フィルポット」と名付けられた初期型プロトタイプがカリフォルニア州沿岸から1キロ離れた深度30フィートの海中に沈められた。この試験は105日間かけて行われ、引き上げられたプロトタイプは浸水することなく無事に引き上げられた。その後も複数回の試験が行われ、マイクロソフト社はより大きなサイズでかつより厳しい環境下、そして再生可能エネルギーによる電力供給による試験を検討した。

### 第2フェーズ
次のフェーズに進むにあたり、同社は計画に協力してくれる造船業社を選定した。そしてフランスの防衛産業会社であるナバル・グループが選ばれ、設計と計画推進を任された。第2フェーズは2018年6月、スコットランドのオークニー諸島沿岸で開始され、今回は2年間水中で稼働できるかを測るものとなった。また試験中に新型コロナウイルス感染症の世界的流行が発生したため、Folding@homeを通じたワクチン研究のためにこの水中データセンターが利用された。2020年7月、2年間の試験を終えたデータセンターが無事に引き上げられ、分析が開始された。

## 影響
2018年にはスコットランドの業界団体が選ぶカーボン削減賞をマイクロソフトが受賞した。加えてこの計画により合計864台のサーバーが海水による冷却で2年間稼働することが証明された 。米国エネルギー省は報告書においてこの計画に言及し「海洋エネルギーと他の再生可能エネルギーの併用により、データセンターの稼働に必要なエネルギーの一部または全部を供給することができる」と評した。